# Endemol
Endemol és una companyia de producció televisiva amb base als Països Baixos, pertanyent a Mediaset, Goldman Sachs i John de Mol amb subsidiaris i aliances d'empreses a 23 països, incloent el Regne Unit, Estats Units, Argentina, Mèxic, Espanya, Itàlia, Alemanya, Polònia i els Països Baixos, així com en diversos països de Llatinoamèrica, l'Índia, Sud-àfrica i Austràlia.

## Produccions
Reality shows
- Big Brother
- Operación Triunfo / Star Academy / The One
- Extreme Makeover: Home Edition
- The Games
- La Granja (The Farm)
- Only Fools on Horses
- Bar Wars
- Cuestión de Peso

Programes de jocs
- 1 vs. 100
- BrainTeaser
- Trato Hecho (Deal or No Deal) (Allá Tú)
- Eliminator
- Fear Factor
- In The Grid
- Midnight Money Madness
- Participation TV
- Show Me the Money
- The Last Passenger
- Call TV
- Ani Tore! EX

Late shows
- Crónicas Marcianas

Shows infantils
- The DJ Kat Show 1985 - 1993
- Mighty Truck of Stuff
- Bel's Boys
- Roar!